# Europeiska fackliga samorganisationen
Europeiska fackliga samorganisationen (EFS), på engelska European Trade Union Confederation (ETUC), i Sverige ofta kallat Europafacket, bildades 1973 sedan Europeiska fria fackföreningsfederationen och EFTA:s fackliga kommitté slagits samman. LO var en av de organisationer som var med och grundade EFS.
Europafacket består i dag av 95 medlemsorganisationer från 36 länder och representerar totalt ca 60 miljoner löntagare i hela Europa. I EFS ingår också 11 europeiska branschfederationer som är förbundens europeiska samorganisationer.
EFS har till uppgift att påverka europeisk politik och lagstiftning. Viktiga politikområden är sysselsättning, sociala frågor och ekonomisk politik. EFS samordnar sina medlemsorganisationer när de deltar i olika EU-organ.
Europafacket spelade en pådrivande roll när EU-länderna i Amsterdamfördraget 1997 enades om att skriva in att EU till allt annat även skulle utgöra en så kallad jobbunion.  
På kongressen i Sevilla 21-24 maj 2007 utsågs svenska LO-ordföranden Wanja Lundby-Wedin till EFS-ordförande. På kongressen i Aten 16-19 maj 2011 efterträddes hon av Ignacio Fernández Toxo, Spanien. Ny generalsekreterare blev Bernadette Ségol, Frankrike.

## Generalsekreterare och ordförande
| Generalsekreterare   | År        | Fackförening        |
| -------------------- | --------- | ------------------- |
| Théo Rasschaert      | 1973–1975 | ABVV, Belgien       |
| Peer Carlsen         | 1975–1976 | LO, Danmark         |
| Mathias Hinterscheid | 1976–1991 | LAV, Luxemburg      |
| Emilio Gabaglio      | 1991–2003 | CISL, Italien       |
| John Monks           | 2003–2011 | TUC, Storbritannien |
| Bernadette Ségol     | 2011–2015 | CGT, Frankrike      |
| Luca Visentini       | 2015–     | UIL, Italien        |

| Ordförande               | År        | Fackförening        |
| ------------------------ | --------- | ------------------- |
| Victor Feather           | 1973–1974 | TUC, Storbritannien |
| Heinz Oskar Vetter       | 1974–1979 | DGB, Tyskland       |
| Wim Kok                  | 1979–1982 | FNV, Nederländerna  |
| Georges Debunne          | 1982–1985 | ABVV, Belgien       |
| Ernst Breit              | 1985–1991 | DGB, Tyskland       |
| Norman Willis            | 1991–1993 | TUC, Storbritannien |
| Fritz Verzetnitsch       | 1993–2003 | OGB, Österrike      |
| Cándido Méndez Rodríguez | 2003–2007 | UGT, Spanien        |
| Wanja Lundby-Wedin       | 2007–2011 | LO, Sverige         |
| Ignacio Fernández Toxo   | 2011–2015 | CCOO, Spanien       |
| Rudy De Leeuw            | 2015–     | ABVV, Belgien       |